# 孫奕煥
孫奕煥（1617年2月13日—？年），字彬史。山西太原府岢嵐州興縣人，崇禎九年丙子科中式山西鄉試第五十四名舉人，崇禎十六年癸未科會試書一房，中式第322名，殿試三甲246名，大理寺觀政。入清任浙江鹽運司經歷，乙未署海鹽知縣。